# Fuerzas de la Seguridad Social
Fuerzas de la Seguridad Social: (en coreano: 조선사회안전군) es una fuerza Paramilitar de Corea del Norte que realiza varias tareas de seguridad interna y seguridad fronteriza. Tiene de 11.000 a 140.000 efectivos.

## Organización
En tiempos de paz, está bajo el mando del antiguo Ministerio de Seguridad Popular actualmente renombrado Ministerio de Seguridad Social, principal organismo encargado de hacer cumplir la ley, pero en caso de emergencia, está más fuertemente armado que los guardias fronterizos de otros países porque está incorporado al ejército regular. El comandante de las Fuerzas de Seguridad Social es al mismo tiempo el Primer Viceministro de Seguridad Social, en algún momento Ri Thae-chol Coreano: 리태철.

## Historia
Las raíces de las Fuerzas de Seguridad Social comenzaron en 1947 con la creación del Departamento V del Ministerio del Interior que sucedió al Cuerpo de Guardia 38. Con la separación del Ministerio de Seguridad Social en octubre de 1962, se creó la Guardia Popular y se colocó bajo su mando. En la década de 1980, el trabajo de la Guardia Popular de Corea se transfirió al Ministerio de Seguridad Nacional, y se entiende que en octubre de 1996, se transfirió el servicio de guardia fronteriza, al Ministerio de las Fuerzas Armadas del Pueblo de Corea del Norte, antecesor del Ministerio de Defensa Nacional. En 2010, las Fuerzas de la Guardia del Pueblo (coreano: 조선인민경비대) se cambiaron el nombre a Fuerzas de Seguridad Interna del Pueblo de Corea (coreano: 조선인민내무군) y estaba subordinado al Ministerio de Seguridad Popular. El 28 de junio de 2020, el Rodong Sinmun publicó el nombre 'Fuerzas de Seguridad Social' en un artículo titulado 'El objetivo inmediato de la construcción socialista', diciendo: "Las Fuerzas de Seguridad Social debe llevar a cabo con éxito las nobles misiones y deberes de Suyeong seguridad, seguridad institucional y seguridad de las personas".

## Funciones
Se sabe que la Guardia Popular de Corea está a cargo de proteger la Línea de Demarcación Militar, las fronteras y las costas, así como las principales instalaciones estratégicas, como las oficinas gubernamentales, las instalaciones nucleares del Comité Central de Yongbyon, las plantas de energía y las instalaciones de transmisión.